# Västiträsket (Råneå socken, Norrbotten, 735248-177550)
Västiträsket är en sjö i Bodens kommun i Norrbotten och ingår i Råneälvens huvudavrinningsområde. Sjön har en area på 0,312 kvadratkilometer och ligger 71,1 meter över havet. Västiträsket ligger i Råneälven Natura 2000-område.

## Delavrinningsområde
Västiträsket ingår i det delavrinningsområde (735591-177043) som SMHI kallar för Utloppet av Stor-Lappträsket. Medelhöjden är 83 meter över havet och ytan är 52,06 kvadratkilometer. Räknas de 68 avrinningsområdena uppströms in blir den ackumulerade arean 1 020,5 kvadratkilometer. Rörån (Livasälven) som avvattnar avrinningsområdet har biflödesordning 2, vilket innebär att vattnet flödar genom totalt 2 vattendrag innan det når havet efter 56 kilometer. Avrinningsområdet består mestadels av skog (69 procent). Avrinningsområdet har 9,86 kvadratkilometer vattenytor vilket ger det en sjöprocent på 18,9 procent.